# Ronco all'Adige
Ronco all'Adige (Rónco in veneto) è un comune italiano di 6 116 abitanti della provincia di Verona in Veneto.

## Geografia fisica
Ronco all'Adige dista circa 25 km a sud-est di Verona, 14 km da San Bonifacio e 18 km da Legnago, sulle quali gravita. È lambito dal fiume Adige.
Si estende in un territorio di oltre 42 km² nella zona della "Bassa Veronese", a un'altitudine di 23 m s.l.m.
Confina a nord-ovest con Zevio, a nord-est con Belfiore, a sud-est con Albaredo d'Adige (è diviso da quest'ultimo dall'omonimo fiume), a sud con Roverchiara, a sud-ovest con Isola Rizza e a ovest con Oppeano e Palù.
È da notare, però, che "Ronco" è una denominazione che ricorre spesso nei luoghi di campagna, richiamando l'origine del luogo, reso coltivabile grazie all'intervento di bonificatori che, nel periodo medioevale, utilizzavano tra gli altri attrezzi anche la roncola, oggetto che poi entrò nel nome di molti paesi in Italia.

## Storia
Abitato in epoca romana, come testimoniano i reperti rinvenuti nella zona, il paese sarebbe stato distrutto dall'alluvione del 589 d.C. e dalla successiva pestilenza.
Dopo il Mille vennero realizzate importanti opere idrauliche per la bonifica delle aree paludose, nel 1224 il centro è distrutto da un incendio.
Si registrò un periodo di sviluppo delle attività economiche durante la dominazione degli Scaligeri e dei Veneziani, che decretarono l'annessione di Ronco al vicariato di Isola Rizza.
Nacque nel 1593 il consorzio di bonifica.
Secondo la tradizione, dal campanile di Ronco venne diretta da Napoleone la Battaglia del Ponte di Arcole contro gli austriaci, che restarono i dominatori fino al 1866, quando il Veneto divenne italiano.

### Simboli
Lo stemma è stato riconosciuto con DCG del 12 marzo 1943 e riporta, in campo rosso, la figura simbolica di un fiume, con la bordura scaccata d'argento e di nero.
Il gonfalone, concesso con DPR del 16 gennaio 1973, è un drappo di rosso.

## Monumenti e luoghi d'interesse

### Architetture religiose
- Chiesa parrocchiale dei Santi Filippo e Giacomo, nella frazione di Scardevara - XII secolo

Conserva strutture romaniche medioevali con intatta l'abside dell'antica pieve del 1100.
- Vecchia chiesa parrocchiale di Ronco - XV secolo

Più volte ricostruita, interessante l'abside del 1400.
- Chiesa parrocchiale di Tombazosana - XIX secolo.

Custodisce una deposizione di Felice Riccio, detto il Brusasorci
- Oratorio di Sant'Antonio da Padova a Tombazosana - XVIII secolo

A fianco a villa Polfranceschi fu voluta da Francesco Polfranceschi e dalla moglie Costanza Montresor e ivi sepolti.
- Chiesa parrocchiale di Sant'Andrea e Santa Sofia in Albaro

Chiesa moderna, con l'impianto di una basilica paleocristiana, imponente. È suddivisa in tre navate, il soffitto è a travi scoperte, non v'è balaustra che separa l'altare dai fedeli, essendo la chiesa stata costruita durante la metà del secolo scorso.
Al suo interno vi sono diverso affreschi di Giuseppe Resi e una Pietà.
- Nuova chiesa parrocchiale di Ronco - XX secolo.

Chiesa costruita tra il 1964 e il 1965, è l'attuale parrocchiale di Ronco all'Adige.

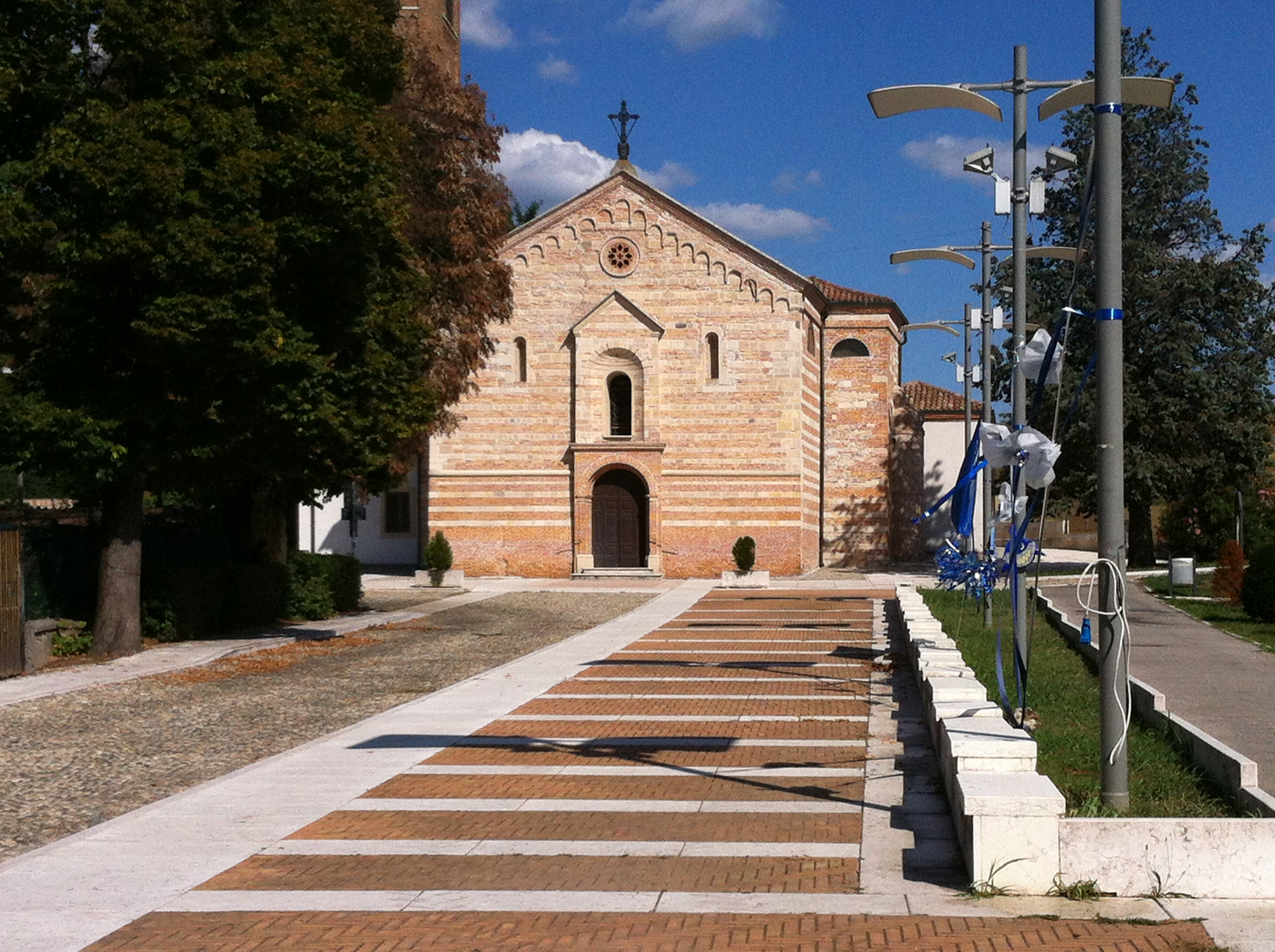
Chiesa parrocchiale di Scardevara.
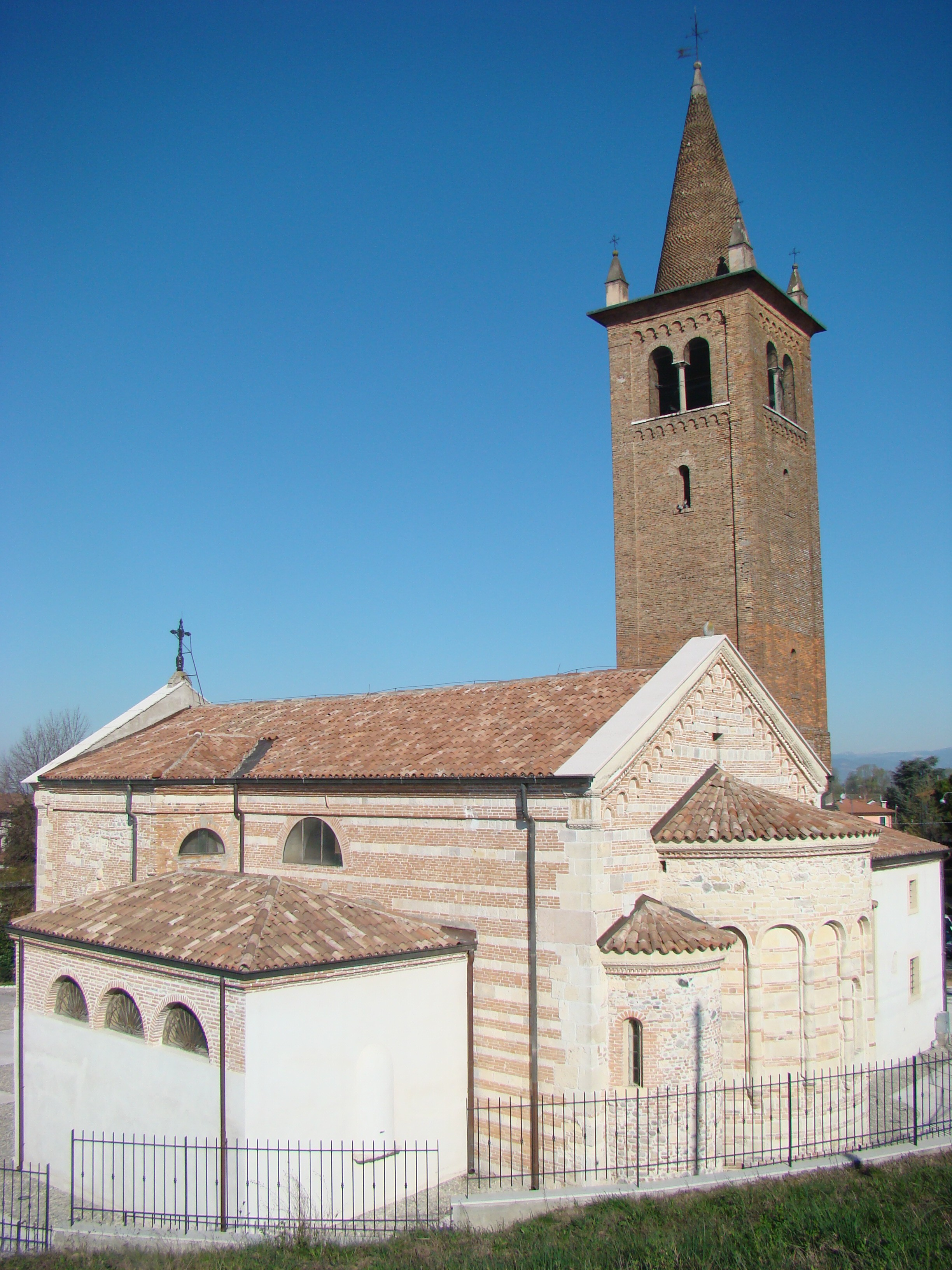
Abside del XII secolo della chiesa di Scardevara.
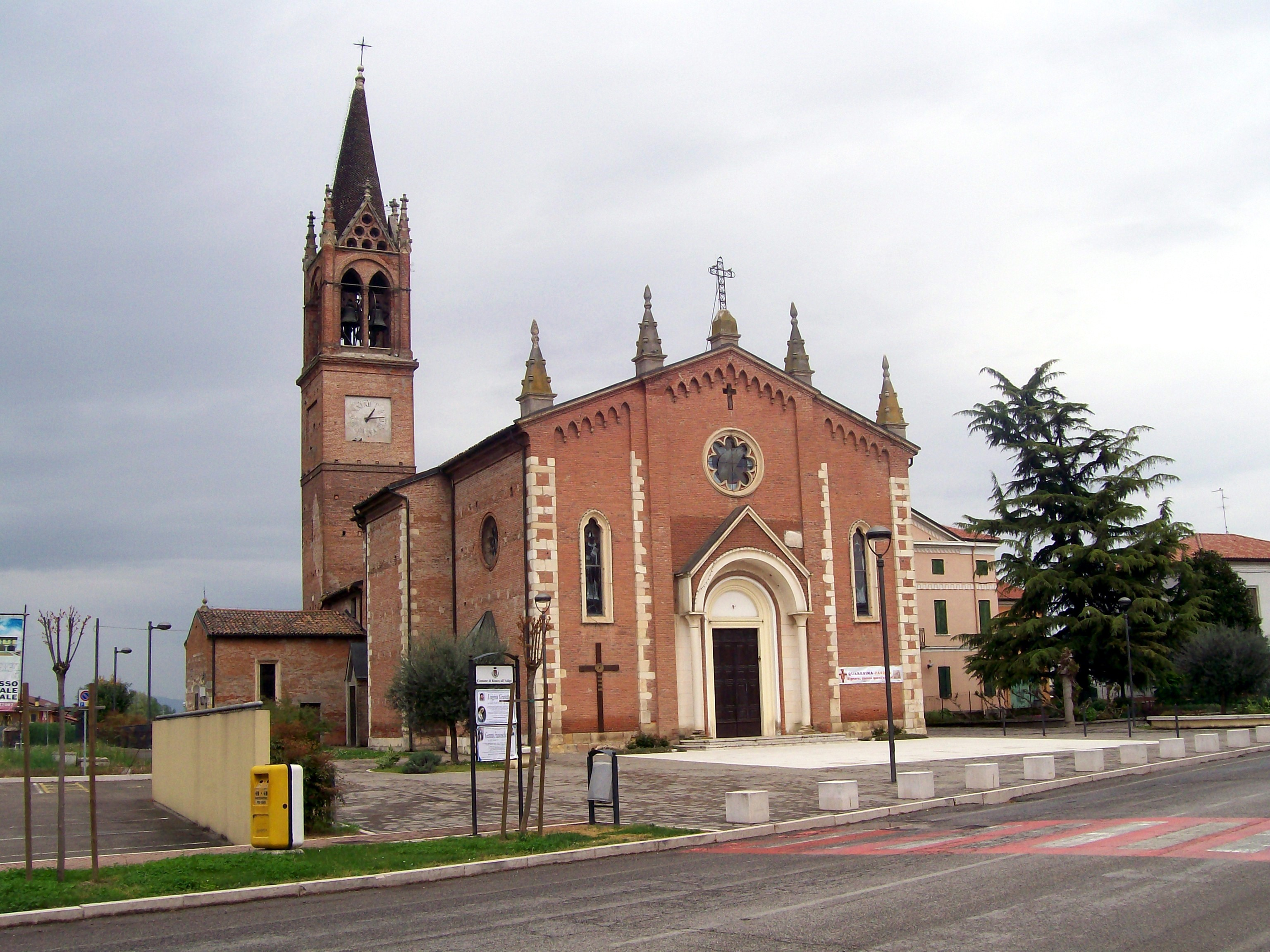
Chiesa parrocchiale di Tombazosana.
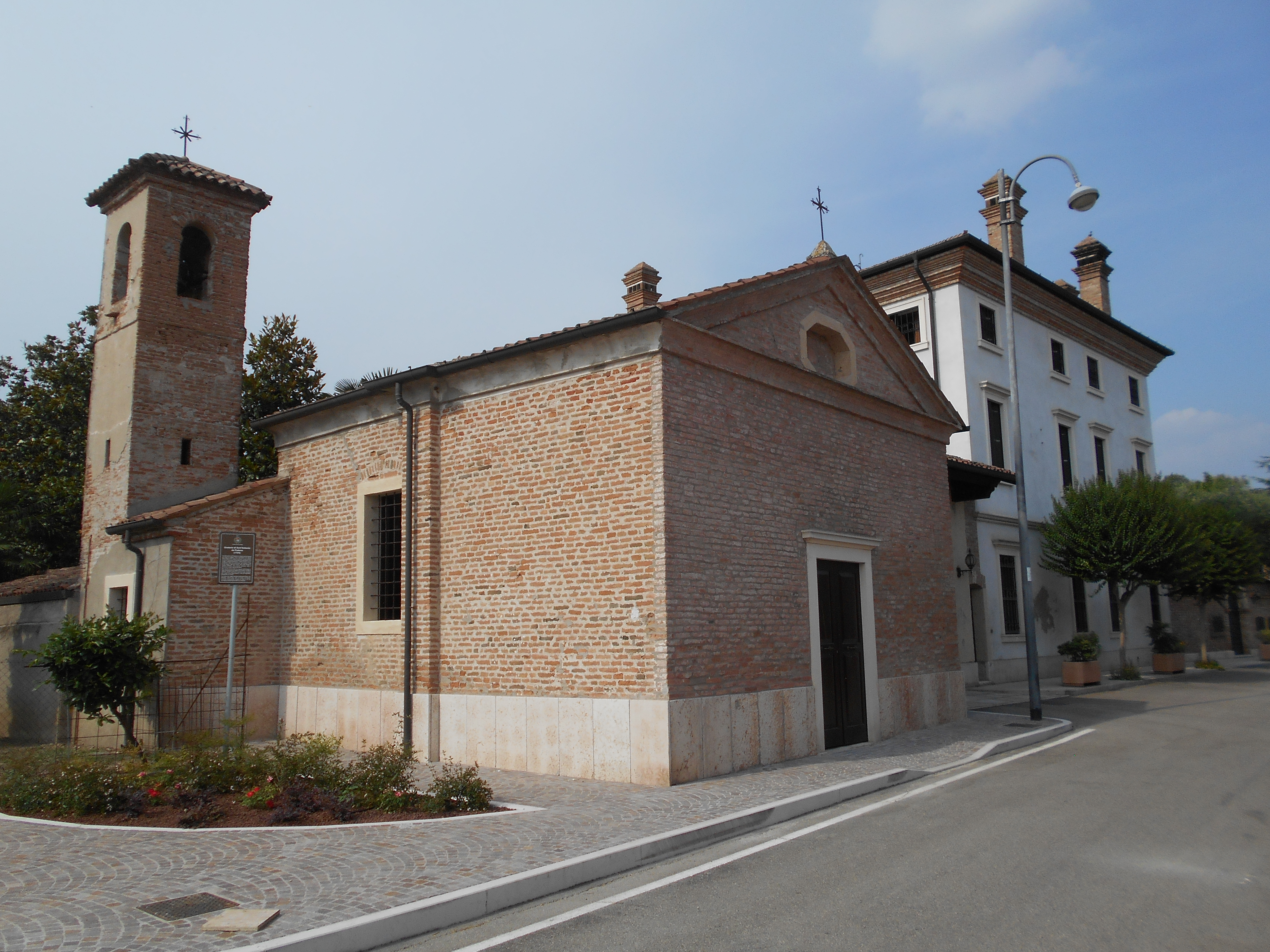
Oratorio di Sant'Antonio da Padova, Tombazosana.

### Ville
- Corte Polfranceschi - XVII secolo
- Corte Corso - XVIII secolo
- Villa Camozzini - XIX secolo

## Società

### Evoluzione demografica
Abitanti censiti

## Cultura

### Eventi
- Sagra di San Lorenzo

In agosto nella frazione Albaro, presso il campo sportivo di Albaro
- Sagra della Natività di Maria

Seconda domenica di settembre, presso il campo sportivo di Ronco all'Adige
- Sagra di Scardevara (sagra di Sant’Anna)

Ultima domenica di luglio, presso la piazza di Scardevara
- Mostra della Mela e della Pera

Ultima domenica di settembre, frazione di Tombazosana
- Sagra di Canton

Si svolge in Zona industriale di Canton (Ronco all'Adige).
Organizzata dal Comitato "San Francesco di Paola" di Canton
- Sagra di Sant'Anna

Si svolge dal 24 al 28 luglio a Scardevara, con programmi: concorso canoro per cantanti dilettanti il 27 luglio e il 28 luglio ultima serata con la 43ª corsa con le rane al termine fuochi artificiali

## Infrastrutture e trasporti
A Ronco all'Adige era presente una stazione della tranvia Verona-Albaredo-Coriano, in servizio solo fra il 1898 e il 1925. Tale linea, con trazione a vapore, fu all'inizio del secolo interessata da un esperimento di trasporto integrato che prevedeva la costruzione di un grande porto fluviale sull'Adige, presso Albaredo d'Adige.

### Trasporto pubblico
Il trasporto pubblico del paese è gestito dall'Azienda Trasporti Verona, che garantisce il trasporto dei passeggeri a cadenza oraria verso il capoluogo Verona, ma anche verso la cittadina di Legnago e i comuni di Cologna Veneta e San Bonifacio.

## Economia
Fa parte dell'area di produzione del Riso Nano Vialone Veronese che viene coltivato su terreni della pianura veronese irrigati con acqua di risorgiva.
Rinomato per la coltivazione di mele e pere.
Economia emergente nella produzione di asparagi bianchi.

## Amministrazione
| Periodo        | Periodo       | Primo cittadino      | Partito                                             | Carica                  | Note                 |
| -------------- | ------------- | -------------------- | --------------------------------------------------- | ----------------------- | -------------------- |
| settembre 1985 | giugno 1990   | Giovanni Salvagno    | Democrazia Cristiana                                | Sindaco                 | [ 9 ]                |
| giugno 1990    | dicembre 1990 | Armando Pachera      | Democrazia Cristiana                                | Sindaco                 | Sfiducia costruttiva |
| dicembre 1990  | giugno 1992   | Elda Sinigaglia      | Democrazia Cristiana                                | Sindaco                 | Giunta decaduta      |
| agosto 1992    | febbraio 1993 | Maria Rosaria Laganà |                                                     | Commissario Prefettizio | [ 12 ] [ 13 ]        |
| febbraio 1993  | giugno 1993   | Maria Rosaria Laganà |                                                     | Commissario Prefettizio | [ 14 ] [ 15 ]        |
| giugno 1993    | agosto 1993   | Marco Zamboni        | Democrazia Cristiana                                | Sindaco                 | Decadenza            |
| giugno 1994    | maggio 1998   | Marco Zamboni        | Partito Popolare Italiano                           | Sindaco                 | [ 17 ]               |
| maggio 1998    | maggio 2002   | Marco Zamboni        | Lista Civica                                        | Sindaco                 | [ 18 ]               |
| maggio 2002    | maggio 2007   | Massimo Fin          | Lega Nord                                           | Sindaco                 | [ 19 ]               |
| maggio 2007    | maggio 2012   | Massimo Fin          | Alleanza Nazionale                                  | Sindaco                 | [ 20 ]               |
| maggio 2012    | giugno 2017   | Moreno Boninsegna    | Lista civica di centro-destra "Per Il Nostro Paese" | Sindaco                 | [ 21 ]               |
| giugno 2017    | giugno 2022   | Moreno Boninsegna    | Lista civica di centro-destra "Per Il Nostro Paese" | Sindaco                 |                      |
| giugno 2022    | in carica     | Davide Vesentini     | FdI, eletto con lista civica "Amministrare Insieme" | Sindaco                 |                      |

Il comune fa parte del movimento patto dei sindaci